# СК Кампомайоренсе
Спортинг Клубе Кампомайоренсе (на португалски: Sporting Clube Campomaiorense, кратка форма Кампомайоренсе) е португалски футболен клуб от град Кампо Майор. До 2002 г. отбора се състезава в първите две професионални лиги на Португалия, като записва пет сезона в Португалската лига. Тежките моменти за клуба настъпват през 2003 г. когато изпада и се състезава в Португалската аматьорска лига (Competição Distrital AF Portalegre).

## Успехи
- Шампион на Лига де Онра 1:

1997
- - Вицешампион на Лига де Онра 1:

1995
- - Финалист за Купа на Португалия 1:

1999

## Известни бивши футболисти
- Джими Флойд Хаселбанк
- Карлош Мартинс
- Роберто Северо

## Български футболисти
- Станимир Стоилов: 1996/97 - (52 мача - 19 гола)

## Бивши треньори
- Мануел Фернандеш
- Диамантино Миранда
- Карлош Мануел